# Hollywood Gold Cup
Groupe 1
La Hollywood Gold Cup est une course hippique de plat se déroulant au mois de mai sur l'hippodrome de Santa Anita Park, à Arcadia (Californie) dans la banlieue de Los Angeles aux États-Unis.

## Historique
Créée en 1938 (la première édition est remportée par le légendaire Seabiscuit), elle s'est déroulée sur l'hippodrome de Hollywood Park jusqu'à sa fermeture en 2013. Elle est alors transférée à Santa Anita Park. C'est une course de groupe 1 réservée aux chevaux de 3 ans et plus, courue sur la distance de 1 1⁄4 miles, soit environ 2 000 mètres, piste en sable. La dotation s'élève actuellement à 400 000 $. Le record de la course date de 1972, propriété de Quack, en 1'58"20 (record du monde sur 2 000 mètres à l'époque), mais cette longévité s'explique aussi par la réfection de la piste de Santa Anita, désormais moins propice à la vitesse.

## Palmarès
| Année | Vainqueur                 | Pays             | Père               | Jockey             | Entraîneur            | Propriétaire                                  | Deuxième          | Troisième          | Temps   |
| ----- | ------------------------- | ---------------- | ------------------ | ------------------ | --------------------- | --------------------------------------------- | ----------------- | ------------------ | ------- |
| 2025  | Skippylongstocking        | États-Unis       | Exxagerator        | Irad Ortiz, Jr.    | Saffie A. Joseph, Jr. | Daniel Alonso                                 | Midnight Mammoth  | Extensive          | 2'01"64 |
| 2024  | Mr Fisk                   | États-Unis       | Arrogate           | Kazushi Kimura     | Bob Baffert           | Sunny Brook Stables LLC                       | Reincarnate       | Judge Miller       | 2'03"01 |
| 2023  | Defunded                  | États-Unis       | Dialed In          | Juan J. Hernandez  | Bob Baffert           | K. Watson, M. Pegram & P. Weitman             | Piroli            | Kiss Today Goodbye | 2'02"85 |
| 2022  | There Goes Harvard        | États-Unis       | Will Take Charge   | Irad Ortiz Jr      | Michael W. McCarthy   | Cannon Thoroughbreds                          | Defunded          | Royal Ship         | 2'02"66 |
| 2021  | Country Grammer           | États-Unis       | Tonalist           | Flavien Prat       | Bob Baffert           | WinStar Farm                                  | Royal Ship        | Express Train      | 2'02"23 |
| 2020  | Improbable                | États-Unis       | City Zip           | Drayden Van Dyke   | Bob Baffert           | WinStar Farm, China Horse Club & SF Racing    | Higher Power      | Tenfold5           | 2'01"69 |
| 2019  | Vino Rosso                | États-Unis       | Curlin             | John R. Velazquez  | Todd A. Pletcher      | Repole Stable & St. Elias Stable              | Gift Box6         | Lone Sailor        | 2'03"00 |
| 2018  | Accelerate                | États-Unis       | Lookin' At Lucky   | Victor Espinoza    | John W. Sadler        | Hronis Racing                                 | Dr Dorr           | City of Light      | 2'01"38 |
| 2017  | Cupid                     | États-Unis       | Tapit              | Rafael Bejarano    | Bob Baffert           | M. Tabor, J. Magnier & D. Smith               | Follow Me Crev    | Hard Aces          | 2'00"89 |
| 2016  | Melatonin                 | États-Unis       | Kodiak Cowboy      | Joseph Talamo      | David E. Hofmans      | Tarabilla Farms                               | Win The Space     | Hard Aces          | 1'59"79 |
| 2015  | Hard Aces                 | États-Unis       | Hard Spun          | Victor Espinoza    | John W. Sadler        | Hronis Racing                                 | Hoppertunity      | Catch A Flight     | 2'02"46 |
| 2014  | Majestic Harbor           | États-Unis       | Rockport Harbor    | Tyler Baze         | Sean McCarthy         | Gallant Stable                                | Clubhouse Ride    | Imperative         | 2'01"53 |
| 2013  | Game On Dude              | États-Unis       | Awesome Again      | Mike E. Smith      | Bob Baffert           | Diamond Pride, Lanni Family & Mercedes Stable | Kettle Corn       | Sky Kingdom        | 2'01"88 |
| 2012  | Game On Dude              | États-Unis       | Awesome Again      | Chantal Sutherland | Bob Baffert           | Diamond Pride, Lanni Family & Mercedes Stable | Richards Kid      | Kettle Corn        | 2'04"19 |
| 2011  | First Dude                | États-Unis       | Stephen Got Even   | Martin Garcia      | Bob Baffert           | Donald R. Dizney                              | Game On Dude      | Twirling Candy     | 2'01"57 |
| 2010  | Awesome Gem               | États-Unis       | Awesome Again      | David R. Flores    | Craig Dollase         | WestPoint Thoroughbreds                       | Rail Trip         | Richards Kid       | 2'03"31 |
| 2009  | Rail Trip                 | États-Unis       | Jump Start         | Jose Valdivia Jr.  | Ronald W. Ellis       | Jay Em Ess Stable                             | Tres Borrachos    | Life Is Sweet      | 2'00"75 |
| 2008  | Mast Track                | États-Unis       | Mizzen Mast        | Tyler Baze         | Robert J. Frankel     | Robert J. Frankel                             | Go Between        | Student Council    | 2'01"37 |
| 2007  | Lava Man                  | États-Unis       | Slew City Slew     | Corey Nakatani     | Doug F. O'Neill       | STD Racing & Jason Wood                       | A P Xcellent      | Big Booster        | 2'03"21 |
| 2006  | Lava Man                  | États-Unis       | Slew City Slew     | Corey Nakatani     | Doug F. O'Neill       | STD Racing & Jason Wood                       | Ace Blue          | Super Frolic       | 2'01"16 |
| 2005  | Lava Man                  | États-Unis       | Slew City Slew     | Pat Valenzuela     | Doug F. O'Neill       | STD Racing & Jason Wood                       | Borrego           | Congrats           | 1'59"63 |
| 2004  | Total Impact              | Chili            | Stuka              | Mike E. Smith      | Laura de Seroux       | Sultan bin M. Al Kabeer & S. A. Bridport      | Olmodavor         | Even The Score     | 2'00"72 |
| 2003  | Congaree                  | États-Unis       | Arazi              | Jerry D. Bailey    | Bob Baffert           | Stonerside Stable                             | Harlans Holiday   | Kudos              | 2'00"48 |
| 2002  | Sky Jack                  | États-Unis       | Jaklin Klugman     | Laffit Pincay Jr.  | Doug F. O'Neill       | Rene & Margie Lambert                         | Momentum          | Milwaukee Brew     | 2'01"73 |
| 2001  | Aptitude                  | États-Unis       | A.P. Indy          | Laffit Pincay Jr.  | Robert J. Frankel     | Juddmonte Farms                               | Skimming          | Futural            | 2'01"79 |
| 2000  | Early Pioneer             | États-Unis       | Rahy               | Victor Espinoza    | Vladimir Cerin        | David & Holly Wilson                          | General Challenge | David              | 2'01"40 |
| 1999  | Real Quiet                | États-Unis       | Quiet American     | Jerry D. Bailey    | Bob Baffert           | Michael E. Pegram                             | Budroyale         | Malek              | 1'59"67 |
| 1998  | Skip Away                 | États-Unis       | Skip Trial         | Jerry D. Bailey    | Sonny Hine            | Carolyn Hine                                  | Puerto Madero     | Gentlemen          | 2'00"16 |
| 1997  | Gentlemen                 | Argentine        | Robin des Bois     | Gary L. Stevens    | Richard E. Mandella   | Andrea E. Stable & R. D. Hubbard              | Siphon            | Sandpit            | 1'59"26 |
| 1996  | Siphon                    | Brésil           | Itajara            | David R. Flores    | Richard E. Mandella   | Rio Claro Thoroughbreds                       | Geri              | Helmsman           | 2'00"50 |
| 1995  | Cigar                     | États-Unis       | Palace Music       | Jerry D. Bailey    | William I. Mott       | Allen E. Paulson                              | Tinners Way       | Tossofthecoin      | 1'59"46 |
| 1994  | Slew of Damascus          | États-Unis       | Slewacide          | Gary L. Stevens    | Craig G. Roberts      | Edris Harbeston, George Losh & Vic Naccarote  | Fanmore           | Del Mar Dennis     | 2'00"76 |
| 1993  | Best Pal                  | États-Unis       | Habitony           | Corey Black        | Gary F. Jones         | Golden Eagle Farm                             | Bertrando         | Major Impact       | 2'00"17 |
| 1992  | Sultry Song               | États-Unis       | Cox's Ridge        | Jerry D. Bailey    | Patrick J. Kelly      | Live Oak Racing                               | Marquetry         | Another Review     | 2'00"23 |
| 1991  | Marquetry                 | Royaume-Uni      | Conquistador Cielo | David R. Flores    | Robert J. Frankel     | Juddmonte Farms                               | Farma Way         | Itsallgreektome    | 1'59"50 |
| 1990  | Criminal Type             | États-Unis       | Alydar             | José A. Santos     | Wayne Lukas           | Calumet Farm & Jurgen K. Arnemann             | Sunday Silence    | Opening Verse      | 1'59"80 |
| 1989  | Blushing John             | France           | Blushing Groom     | Pat Day            | Richard J. Lundy      | Allen E. Paulson                              | Sabona            | Payant             | 2'00"40 |
| 1988  | Cutlass Reality           | États-Unis       | Cutlass            | Gary L. Stevens    | Craig Anthony Lewis   | Howard Crash & Jim Hankoff                    | Alysheba          | Ferdinand          | 1'59"40 |
| 1987  | Ferdinand                 | États-Unis       | Nijinsky           | Bill Shoemaker     | Charles Whittingham   | Elizabeth A. Keck                             | Judge Angelucci   | Tasso              | 2'00"60 |
| 1986  | Super Diamond             | États-Unis       | Pass The Glass     | Laffit Pincay Jr.  | Edwin J. Gregson      | Roland & Ramona Sahm                          | Alphabatim        | Precisionist       | 2'00"40 |
| 1985  | Greinton                  | France           | Green Dancer       | Laffit Pincay Jr.  | Charles Whittingham   | M. J. Bradley, Ch. Whittingham & H. Wynne     | Precisionist      | Kings Island       | 1'58"40 |
| 1984  | Desert Wine               | États-Unis       | Damascus           | Eddie Delahoussaye | Jerry M. Fanning      | T90 Ranch                                     | John Henry        | Saris Dreamer      | 2'00"40 |
| 1983  | Island Whirl              | États-Unis       | Pago Pago          | Eddie Delahoussaye | Laz Barrera           | Elcee-H Stable                                | Poley             | Prince Spellbound  | 1'59"40 |
| 1982  | Perrault                  | France           | Djakao             | Laffit Pincay Jr.  | Charles Whittingham   | Thierry van Zuylen & Serge Fradkoff           | Erin's Isle       | Its The One        | 1'59"20 |
| 1981  | Eleven Stitches           | États-Unis       | Windy Sands        | Sandy Hawley       | Donn L. Luby          | Morey & Claudia Mirkin                        | Caterman          | Super Moment       | 2'00"40 |
| 1980  | Go West Young Man         | États-Unis       | Advocator          | Eddie Delahoussaye | Mary Lou Tuck         | Wild Plum Farm                                | Balzac            | Caro Bambino       | 1'58"80 |
| 1979  | Affirmed                  | États-Unis       | Exclusive Native   | Laffit Pincay Jr.  | Laz Barrera           | Harbor View Farm                              | Sirlad            | Text               | 1'58"40 |
| 1978  | Exceller                  | France           | Vaguely Noble      | Bill Shoemaker     | Charles Whittingham   | Nelson Bunker Hunt & Belaire Stud             | Text              | Vigors             | 1'59"20 |
| 1977  | Crystal Water             | États-Unis       | Windy Sands        | Laffit Pincay Jr.  | Roger E. Clapp        | Connie M. Ring                                | Cascapedia        | Caucasus           | 2'00"00 |
| 1976  | Pay Tribute               | États-Unis       | High Tribute       | Marco Castaneda    | Ron McAnally          | Elmendorf Farm                                | Avatar            | Riot In Paris      | 1'58"80 |
| 1975  | Ancient Title             | États-Unis       | Gummo              | Laffit Pincay Jr.  | Keith L. Stucki Sr.   | Kirkland Stable                               | Big Band          | El Tarta           | 1'59"20 |
| 1974  | Tree of Knowledge         | États-Unis       | Dr. Fager          | Bill Shoemaker     | Charles Whittingham   | Pin Oak Stud                                  | Ancient Title     | War Heim           | 1'59"80 |
| 1973  | Kennedy Road              | États-Unis       | Victoria Park      | Bill Shoemaker     | Charles Whittingham   | Mrs. A. W. Stollery                           | Quack             | Cougar             | 1'59"40 |
| 1972  | Quack                     | États-Unis       | T.V. Lark          | Donald Pierce      | Charles Whittingham   | Bwamazon Farm                                 | Droll Role        | War Heim           | 1'58"20 |
| 1971  | Ack Ack                   | États-Unis       | Battle Joined      | Bill Shoemaker     | Charles Whittingham   | Forked Lightning Ranch                        | Comtal            | Manta              | 1'59"80 |
| 1970  | Pleasure Seeker           | États-Unis       | Ambiorix           | Laffit Pincay Jr.  | Carl Vandervoort Jr.  | C. Vandervoort Jr., D. Brokaw & A. L. Johnson | Neurologo         | T V Commercial     | 1'59"40 |
| 1969  | Figonero                  | Argentine        | Idle Hour          | Álvaro Pineda      | Warren Stute          | Clement L. Hirsch                             | Nodouble          | Poleax             | 1'58"80 |
| 1968  | Princessnesian            | États-Unis       | Princequillo       | Donald Pierce      | James W. Maloney      | William Haggin Perry                          | Racing Room       | Quicken Tree       | 1'59"80 |
| 1967  | Native Diver              | États-Unis       | Imbros             | Jerry Lambert      | Buster Millerick      | Mr. & Mrs Louis K. Shapiro                    | Pretense          | Biggs              | 1'58"80 |
| 1966  | Native Diver              | États-Unis       | Imbros             | Jerry Lambert      | Buster Millerick      | Mr. & Mrs Louis K. Shapiro                    | Ohara             | Travel Orb         | 2'00"00 |
| 1965  | Native Diver              | États-Unis       | Imbros             | Jerry Lambert      | Buster Millerick      | Mr. & Mrs Louis K. Shapiro                    | Babington         | Hill Rise          | 2'00"20 |
| 1964  | Colorado King             | Afrique du Sud   | Grand Rapids       | Ray York           | Wally Dunn            | Poltex Stable, F. Hawn, K. Freeman & R. Bond  | Mustard Plaster   | Native Diver       | 2'00"40 |
| 1963  | Cadiz                     | Nouvelle-Zélande | Targui             | Eddie Burns        | Robert L. Wheeler     | Vicgray Farm                                  | Aldershot         | Olympiad King      | 1'59"60 |
| 1962  | Prove It                  | États-Unis       | Endeavour          | Henry E. Moreno    | Mesh Tenney           | Rex C. Ellsworth                              | Windy Sands       | Cadiz              | 2'00"00 |
| 1961  | Prince Blessed            | États-Unis       | Princequillo       | Johnny Longden     | James I. Nazworthy    | Kerr Stable                                   | Grey Eagle        | Whodunit           | 1'59"80 |
| 1960  | Dotted Swiss              | États-Unis       | Counterpoint       | Eddie Burns        | Robert L. Wheeler     | Cornelius V. Whitney                          | Bagdad            | Prize Host         | 1'59"40 |
| 1959  | Hillsdale                 | États-Unis       | Take Away          | Tommy Barrow       | Martin L. Fallon Jr.  | Clarence Whitted Smith                        | Find              | Terrang            | 1'59"20 |
| 1958  | Gallant Man               | États-Unis       | Migoli             | Bill Shoemaker     | John A. Nerud         | Ralph Lowe                                    | Eddie Schmidt     | Seaneen            | 2'01"60 |
| 1957  | Round Table               | États-Unis       | Princequillo       | Bill Shoemaker     | William Molter        | Kerr Stable                                   | Porterhouse       | Find               | 1'58"60 |
| 1956  | Swaps                     | États-Unis       | Khaled             | Bill Shoemaker     | Mesh Tenney           | Rex C. Ellsworth                              | Mister Gus        | Porterhouse        | 1'58"60 |
| 1955  | Rejected                  | États-Unis       | Revoked            | Gordon Glisson     | William J. Hirsch     | King Ranch                                    | Alidon            | Determine          | 1'59"60 |
| 1954  | Correspondent             | États-Unis       | Khaled             | Eddie Arcaro       | Wally Dunn            | Mrs. Gordon Guiberson                         | Rejected          | Trusting           | 2'00"80 |
| 1953  | Royal Serenade            | Royaume-Uni      | Royal Charger      | Johnny Longden     | Vance Longden         | Alberta Ranches, Ltd.                         | Fleet Bird        | A Gleam            | 2'00"80 |
| 1952  | Two Lea                   | États-Unis       | Bull Lea           | Steve Brooks       | Horace A. Jones       | Calumet Farm                                  | Cyclotron         | Sturdy One         | 2'00"20 |
| 1951  | Citation                  | États-Unis       | Bull Lea           | Steve Brooks       | Horace A. Jones       | Calumet Farm                                  | Bewitch           | Be Fleet           | 2'01"00 |
| 1950  | Noor                      | États-Unis       | Nasrullah          | Johnny Longden     | Burley Parke          | Charles S. Howard                             | Palestinian       | Hill Prince        | 1'59"80 |
| 1949  | Solidarity                | États-Unis       | Alibhai            | Ralph Neves        | Carl A. Roles         | Bernice Curland Goldstone                     | Ace Admiral       | Pretal             | 2'01"20 |
| 1948  | Shannon II                | Australie        | Midstream          | Johnny Adams       | William Molter        | Neil S. McCarthy                              | On Trust          | Olhaverry          | 2'01"60 |
| 1947  | Cover Up                  | États-Unis       | Alibhai            | Robert Permane     | Ross Brinson          | Zack Addington                                | Burning Dream     | Honeymoon          | 2'00"00 |
| 1946  | Triplicate                | États-Unis       | Reigh Count        | Basil James        | Clyde Phillips        | Fred Astaire                                  | Honeymoon         | Historian6         | 2'00"40 |
| 1945  | Challenge Me              | États-Unis       | Challenger         | Anthony Skoronski  | Earl G. Porter        | Brolite Farm                                  | Bull Reigh        | Sirde              | 2'00"40 |
| 1944  | Happy Issue               | États-Unis       | Bow To Me          | Hedley Woodhouse   | Jean Charles Pinon    | Happy Stable                                  | Bull Reigh        | Okana              | 2'01"60 |
|       | 1942-1943 : pas d'édition |                  |                    |                    |                       |                                               |                   |                    |         |
| 1941  | Big Pebble                | États-Unis       | Black Servant      | Jack Westrope      | William Finnegan      | Circle M Ranch                                | Paperboy          | Mioland            | 2'02"60 |
| 1940  | Challedon                 | États-Unis       | Challenger         | George Woolf       | Louis Schaefer        | William L. Brann                              | Specify           | Cant Wait          | 2'02"00 |
| 1939  | Kayak II                  | Argentine        | Congreve           | George Woolf       | Tom Smith             | Charles S. Howard                             | Cravat            | Specify            | 2'02"60 |
| 1938  | Seabiscuit                | États-Unis       | Hard Tack          | George Woolf       | Tom Smith             | Charles S. Howard                             | Specify           | Whichcee           | 2'03"80 |